# جرج کی؟
جرج کی؟ (فرانسوی: ?George qui‎) یک فیلم زندگینامه‌ایِ فرانسوی، محصول سال ۱۹۷۳ است. کارگردان فیلم میشل روزی و بازیگران نقش‌های اصلی آن آن ویازمسکی، اَلن لیبول و دُنی گِنزبورگ هستند. این فیلم زندگی نویسندهٔ فرانسوی ژرژ ساند را به تصویر می‌کشد.

## بازیگران
- آن ویازمسکی در نقش ژرژ ساند
- الن لیبول در نقش شارل فلوری
- دنی گنزبورگ در نقش کزیمیر دودوان
- ژونویو منیخ در نقش اورسول
- دیدیه فلامان در نقش ژوست اولیویه
- ژان-گابریل نوردمن در نقش ژول ساندو
- کلود فوگل در نقش لو ویولونه / لو ویه
- بول اوژیه در نقش ماری دوروال
- ژیل دلوز در نقش فلیسیته روبر دو لامنه
- ایو رنیه در نقش آلفرد دو موسه
- ژان-میشل ریب در نقش پیر لورو
- پیر کالینوسکی در نقش فردریک شوپن